# Maikel Mesa
Maikel Mesa Piñero (ur. 4 czerwca 1991 w Santa Cruz de Tenerife) – hiszpański piłkarz występujący na pozycji pomocnika w Saragossie.